# 李慶 (天順進士)
李慶（1426年—？），字宗善，浙江紹興府新昌縣人，明朝政治人物、進士出身。

## 生平
應天府鄉試第八名。天順元年，会试第一百五十七名。登丁丑科進士第二甲，历仕刑部主事。